# Jemima Kirke
Jemima Kirke, född 26 april 1985 i London, är en brittisk-amerikansk skådespelare och konstnär. Hon är uppvuxen och bosatt i New York.
Jemima Kirke är främst känd för rollen som Jessa i HBO-serien Girls. Hon är god vän med Girls-regissören Lena Dunham och spelade även i hennes långfilmsdebut Tiny Furniture.
Hon är dotter till Simon Kirke, trummis i rockbanden Free och Bad Company. Hon är gift och har två barn.